# Amasa-Villabona
Amasa-Villabona è un comune spagnolo di 5 672 abitanti situato nella comunità autonoma dei Paesi Baschi.